# Mésentère commun
Le mésentère commun est une anomalie de rotation de l’anse intestinale primitive ou anse omphalo-mésentérique, lors du développement embryonnaire.

## Description
Il résulte du mésentère commun une persistance de la disposition embryonnaire de l'intestin qui n'a pas subi :
- la rotation normale ;
- les accolements postérieurs à la paroi survenant à la 12e semaine d'aménorrhée, lors de la réintégration de l'anse intestinale primitive dans l'abdomen.

Ce défaut est toujours congénital, mais n’est pas forcément symptomatique si le transit est possible. Elles peuvent dans certains cas se traduire par une occlusion intestinale aigüe sur bride ou volvulus. Le risque d’une occlusion diminue avec l’âge, mais il n’est pas rare de découvrir ces anomalies à l’âge adulte devant un tableau d’occlusion intestinale aigüe haute. Ce type d’anomalie serait présent chez 0,2 à 0,5 % de la population.
Il existe deux types de mésentère commun :
- le mésentère commun complet ;
- le mésentère commun incomplet.

### Mésentère commun complet
Arrêt de la rotation à 90° : le côlon reste à gauche, le grêle est disposé à droite de la ligne médiane. Le cæcum est en position antérieure médiane avec, particularité à noter, un appendice sur son versant droit. Le duodénum ne passe pas dans la pince aorto-mésentérique.

### Mésentère commun incomplet
Arrêt de la rotation à 180° : le cæcum s’est ascensionné vers le haut et la droite, il est préduodénal. La dernière anse grêle est donc proche de l’angle duodéno-jéjunal et par conséquent, cette disposition est la plus fréquemment rencontrée lors des volvulus, - où la rotation est quasiment toujours horaire (inverse au sens de rotation normal) -. On note souvent la présence d’une bride entre le cæcum et la paroi abdominale supérolatérale droite. Cette bride péritonéale est nommée communément « Bride de Ladd » ; bien connue des chirurgiens. Elle croise le deuxième duodénum et peut être responsable d’une occlusion intestinale aiguë haute chez un patient adulte auparavant asymptomatique.

## Conséquences
Le volvulus du grêle se traduit par la rotation de plusieurs tours du grêle autour de l'axe vasculaire mésentérique. C'est une complication grave car elle se traduit par un arrêt circulatoire sur tout le territoire mésentérique :
- risque d'ischémie puis de nécrose de tout le territoire mésentérique ;
- risque obstruction lymphatique avec constitution d'un chylopéritoine (aspect laiteux à ne pas confondre avec du pus).

### Apparition des symptômes du mésentère commun
Le plus souvent la symptomatologie est retardée, le mésentère commun ne devenant obstructif que par le volvulus qu'elle favorise.
Une occlusion est possible dès la naissance, mais cette anomalie peut parfaitement être tolérée des années. On est habituellement devant un tableau d'occlusion haute avec vomissement bilieux et ventre plat.